# Saint-Malo-de-la-Lande
Saint-Malo-de-la-Lande – miejscowość i gmina we Francji, w regionie Normandia, w departamencie Manche.
Według danych na rok 1990 gminę zamieszkiwały 293 osoby, a gęstość zaludnienia wynosiła 73 osoby/km² (wśród 1815 gmin Dolnej Normandii Saint-Malo-de-la-Lande plasuje się na 602. miejscu pod względem liczby ludności, natomiast pod względem powierzchni na miejscu 966.).